# Xochitl Dominguez Benetton
Xochitl Dominguez Benetton (née le 23 juillet 1980 à Mexico) est une scientifique mexicaine, titulaire d'un doctorat en sciences de l'Institut mexicain du pétrole en 2008. Elle mène des recherches à l'Institut flamand de recherche technologique (en) depuis 2011.
Elle est l'inventrice du procédé d'électrocristallisation par diffusion gazeuse,,,,  qui a été salué comme une grande innovation financée par le programme européen Innovation Radar.
Elle est reconnue au Mexique et en Europe pour ses activités scientifiques et ses brevets dans les domaines de la récupération des métaux des eaux usées et de la synthèse des nanoparticules,,,. La méthode permettrait de récupérer plus de 99% d'un métal contenu dans une solution aqueuse et ce pour des coûts potentiellement faibles. Les résidus ainsi collectés pourraient être réutilisés à des fins industrielles, notamment dans les domaines pharmaceutique, nanoélectronique et cosmétique.

## Récompenses
Elle est membre du Sistema Nacional de Investigadores (es) (système national mexicain des chercheurs) depuis 2011 au sein duquel elle est reconnue comme une chercheuse nationale de niveau 2 depuis 2019.